# Mythimna albiradiosa
Mythimna albiradiosa är en fjärilsart som beskrevs av Eduard Friedrich Eversmann 1852. Mythimna albiradiosa ingår i släktet Mythimna och familjen nattflyn. Inga underarter finns listade i Catalogue of Life.